# تايلور جون وليامز
تايلور جون وليامز (بالإنجليزية: Taylor John Williams)‏ هو مغني أمريكي، ولد في 6 يونيو 1991 في يوجين في الولايات المتحدة.

## وصلات خارجية
- الموقع الرسمي
- تايلور وليامز على موقع ميوزك برينز (الإنجليزية)